# Уильямс, Харрисон
Харрисон Уильямс (англ. Harrison Williams; род. 7 марта 1996, Хьюстон, Техас) — американский легкоатлет, специалист по многоборьям. Выступает за сборную США по лёгкой атлетике с 2014 года, дважды бронзовый призёр национальных чемпионатов в десятиборье, участник чемпионата мира в Дохе.

## Биография
Харрисон Уильямс родился 7 марта 1996 года. Начал заниматься лёгкой атлетикой во время учёбы в старшей школе в Теннеси.
Показывал высокие результаты уже на юниорском уровне. Так, в 2014 году вошёл в состав американской национальной сборной и выступил на домашнем юниорском мировом первенстве в Юджине, где с результатом в 7760 очков стал в программе десятиборья шестым.
В 2015 году побывал на юниорском панамериканском первенстве в Эдмонтоне — с рекордом чемпионата в 8037 очков превзошёл здесь всех своих соперников в десятиборье и завоевал золотую медаль.
Впоследствии проходил подготовку в команде Стэнфордского университета, неоднократно принимал участие в различных студенческих соревнованиях, в частности выигрывал чемпионат первого дивизиона Национальной ассоциации студенческого спорта в семиборье, становился серебряным призёром в десятиборье.
Впервые заявил о себе среди взрослых спортсменов в сезоне 2018 года, выиграв бронзовую медаль в десятиборье на чемпионате США в Де-Мойне — уступил только Заку Зимеку и Соломону Симмонсу.
В 2019 году на чемпионате США в Де-Мойне с личным рекордом в 8188 очков вновь взял бронзу в десятиборье. Попав в основной состав американской национальной сборной, удостоился права защищать честь страны на чемпионате мира в Дохе — набрал в сумме всех дисциплин десятиборья 7892 очка, расположившись в итоговом протоколе соревнований на 14-й строке.